# Chassenon
 Chassenon  es una comuna y población de Francia, en la región de Poitou-Charentes, departamento de Charente, en el distrito de Confolens y cantón de Chabanais.
Su población en el censo de 1999 era de 903 habitantes.
Está integrada en la Communauté de communes de Haute Charente .

## Demografía
| 1097 | 1072 | 982 | 1023 | 964 | 903 |
| Para los censos de 1962 a 1999 la población legal corresponde a la población sin duplicidades (Fuente: INSEE [Consultar]) |      |     |      |     |     |